# Het Bleekien
Het Bleekien is een voormalig terrein dat werd gebruikt voor voetbalwedstrijden in de Nederlandse stad Zwolle. Het terrein bevond zich achter Theehuis Thijssen aan de Oude Veerweg in Zwolle-West. Door de jaren heen is het terrein gebruikt door verschillende Zwolse voetbalclubs zoals: Prins Hendrik, PEC, RKSC Zwolle en CSV '28.